# Verden (distrito)
Verden é um distrito (Landkreis) da Alemanha localizado no estado de Baixa Saxônia.

## Cidades e municípios
|  |

| Cidades            | Municípios                                                       | Samtgemeinden                                                                               |
| ------------------ | ---------------------------------------------------------------- | ------------------------------------------------------------------------------------------- |
| 1. Achim 2. Verden | 1. Dörverden 2. Kirchlinteln 3. Langwedel 4. Ottersberg 5. Oyten | 1. Thedinghausen 1. Blender 2. Emtinghausen 3. Riede 4. Thedinghausen1 sede do Samtgemeinde |